# Petrea racemosa
Petrea racemosa là một loài thực vật có hoa trong họ Cỏ roi ngựa. Loài này được Nees miêu tả khoa học đầu tiên năm 1823.